# Tommy Jönsson
Tommy Jönsson (ur. 4 marca 1976 w Malmö) – szwedzki piłkarz występujący na pozycji obrońcy. 

## Kariera klubowa
Jönsson treningi rozpoczął w klubie GIF Nike. W 1994 roku przeszedł do pierwszoligowego Malmö FF. W 1996 roku wywalczył z nim wicemistrzostwo Szwecji, a także dotarł do finału Pucharu Szwecji, przegranego jednak z AIK Fotboll. Graczem Malmö był przez cztery sezony.
Halmstads BK
W 1998 roku Jönsson przeszedł do także pierwszoligowego Halmstads BK. W 2000 roku wywalczył z nim mistrzostwo Szwecji, zaś w 2004 roku wicemistrzostwo Szwecji. W Halmstads spędził 13 sezonów. W 2010 roku zakończył karierę.

## Kariera reprezentacyjna
W reprezentacji Szwecji Jönsson zadebiutował 16 lutego 2003 w wygranym 3:2 towarzyskim meczu z Katarem. W drużynie narodowej rozegrał 3 spotkania, wszystkie w 2003 roku.